# Kranich von Kirchheim

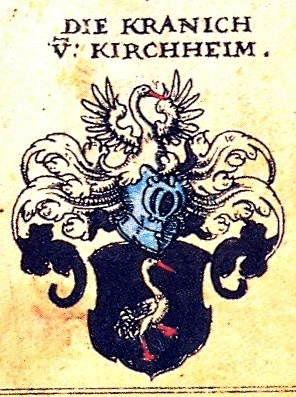
Familienwappen nach Johann Siebmacher, 1605

Die Familie Kranich von Kirchheim (auch Kranch von Kirchheim) war ein pfälzisches Adelsgeschlecht, das sich nach dem Ort Kirchheim an der Weinstraße (heute Bundesland Rheinland-Pfalz) benannte.

## Familiengeschichte

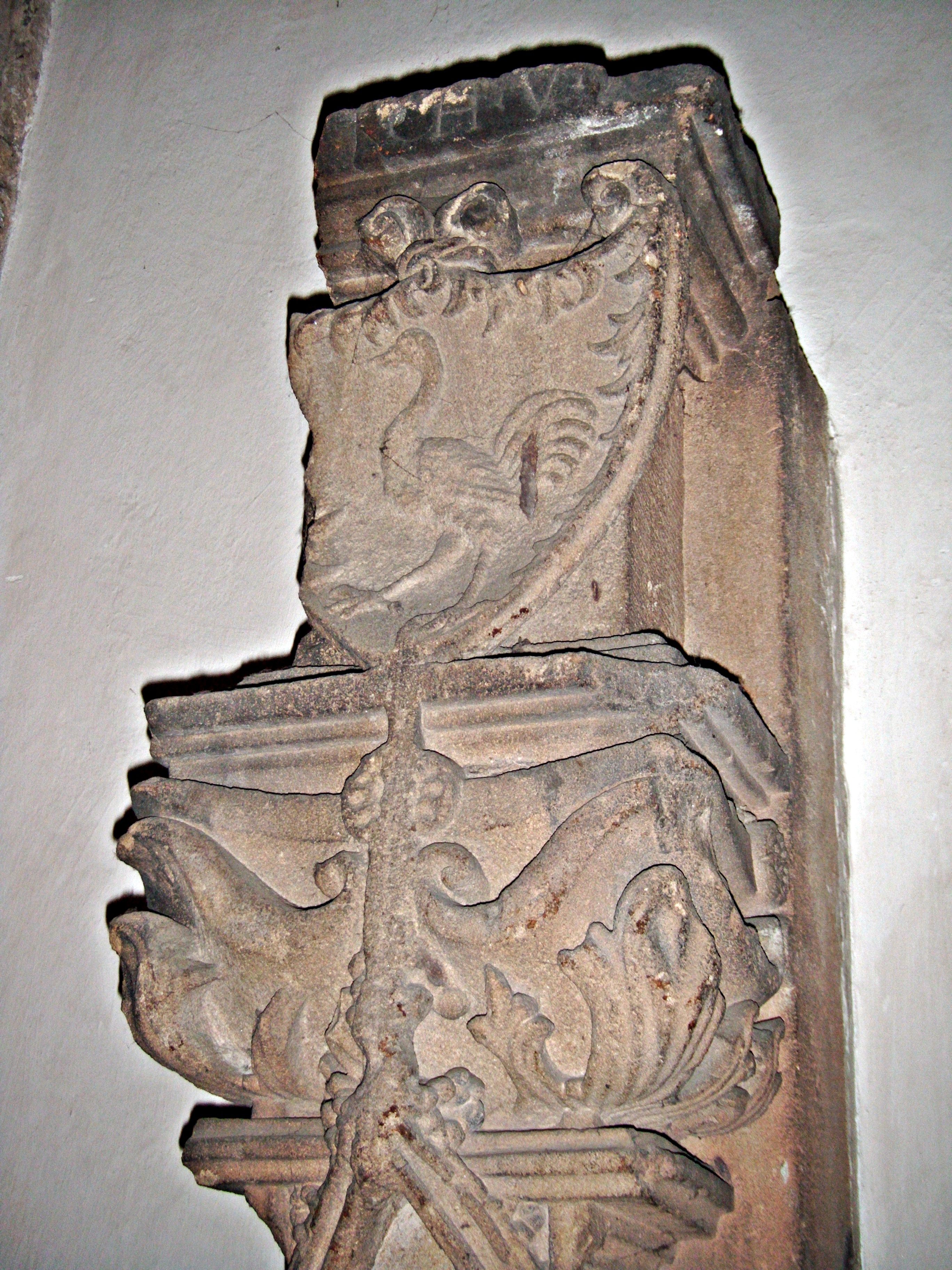
Wappenstein (Spolie) der Kranich von Kirchheim, im Speyerer Dom

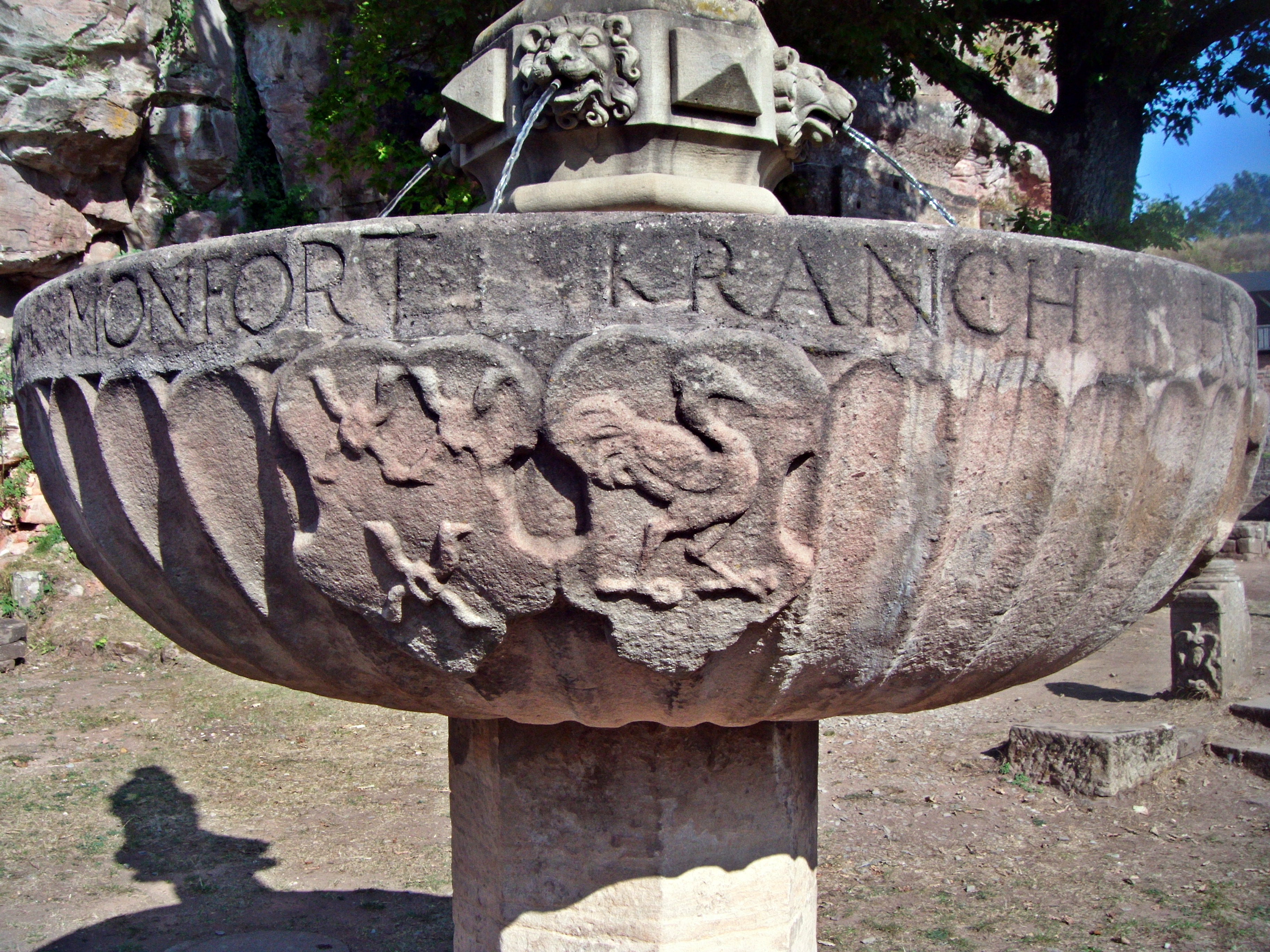
Burg Nanstein, Wappen der Kranich von Kirchheim, an Brunnenschale des 16. Jahrh.

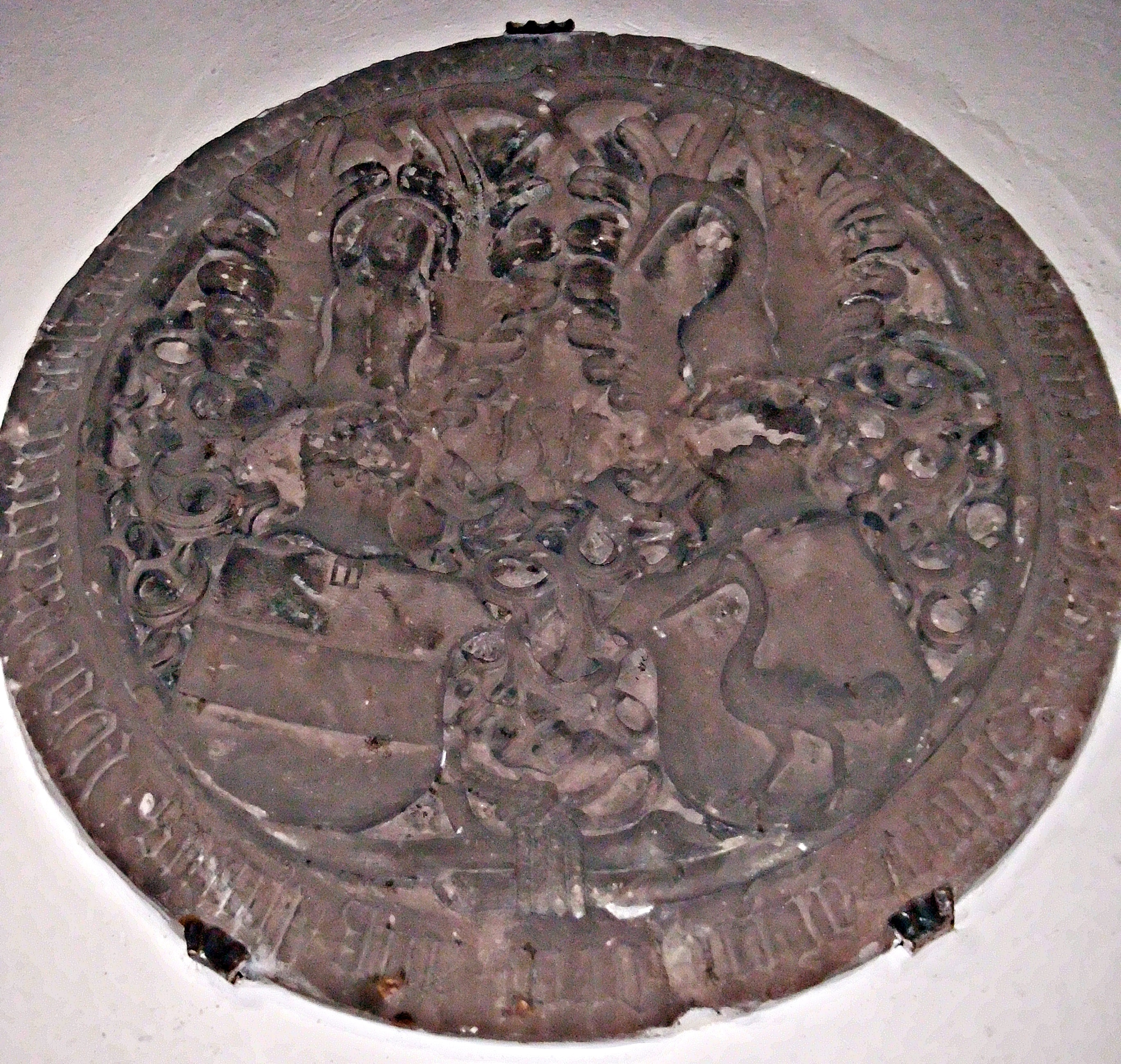
Schlussstein aus dem abgetragenen Kreuzgang des Wormser Domes (heute im Stadtmuseum Worms), gestiftet von Philipp von Flersheim, als Speyerer und Wormser Domherr, 1513. Er trägt außer der Widmungsinschrift sein elterliches Allianzwappen.

Das Ritter- und Dienstmannengeschlecht der Kranich von Kirchheim benannte sich nach dem Dorf Kirchheim an der Weinstraße. Es hing offenbar verwandtschaftlich mit den lokalen Adelsfamilien der Kranich von Dirmstein, der Kranich von Lambsheim und der Kranich von Wachenheim zusammen, zumal es auch in Wachenheim an der Weinstraße ein Erbbegräbnis besaß.
Der Kirchheimer Heimatgeschichtler Heinrich Julius Keller nennt die ersten sicheren Namensträger im 13. Jahrhundert.
Bernhard Kranich von Kirchheim war 1442 Hofmeister und einer der beiden ständigen Hofräte des Herzogs Stefan von Pfalz-Simmern-Zweibrücken. Außerdem hatte er seit 1465 ein bischöflich Speyerer Burglehen auf dem Hambacher Schloss inne, welches 1479 für seinen Sohn Jakob Kranich von Kirchheim erneuert wurde. Dieser gehörte 1481 auch zu den Ganerben der Burg Drachenfels (Wasgau), ein Besitzanteil der später an die Sickinger fiel.
Jakobs Schwester Ottilie Kranich von Kirchheim heiratete den kurpfälzischen Amtmann zu Kaiserslautern, Hans von Flersheim. Dabei erhielt er (laut Heinrich Julius Keller) aus dem Eigentum seiner Frau einen Anteil am Schloss und Gut in Rohrbach (Pfalz), sowie Gutshöfe zu Herxheim, Oberotterbach, Haßloch und Friedelsheim. Die Eheleute erbauten und bewohnten Schloss Laumersheim, wo noch ihr Allianzwappen existiert. Kinder waren der Speyerer Fürstbischof Philipp von Flersheim (1481–1552) und seine Schwester Hedwig von Flersheim († 1516), Ehefrau des berühmten Ritters Franz von Sickingen. Wegen Hedwig von Sickingen geb. von Flersheim befindet sich an einer Brunnenschale des 16. Jahrhunderts, auf der Sickinger Burg Nanstein, ein großes Familienwappen der Kranich von Kirchheim. Ein weiterer Wappenstein des Geschlechtes ist im Speyerer Dom erhalten. Er stammt offenbar vom zerstörten Grabmal des Bischofs Philipp von Flersheim. Von ihm befindet sich im Stadtmuseum Worms auch ein großer Schlussstein aus dem abgetragenen Kreuzgang des Wormser Domes, der u. a. das mütterliche Wappen der Kranich von Kirchheim, mit Helmzier zeigt.
Mit dem Speyerer Domherrn Johann Kranich von Kirchheim († 26. Mai 1534), Sohn des Peter Kranich von Kirchheim und seiner Gattin Margareta von Lengefeld, starb die Familie im Mannesstamm aus. Er verfügte 1530, für sich und seine Eltern, drei Jahrgedächtnisse in der Pfarrkirche St. Georg zu Wachenheim an der Weinstraße, wo sich das Erbbegräbnis seiner Familie befand.
Über Hedwig von Sickingen geb. von Flersheim stammen König Philippe von Belgien und Großherzog Henri von Luxemburg direkt aus dem Geschlecht der Kranich von Kirchheim ab. Beide Monarchen sind Nachkommen eines ihrer Kinder.
Die Benennung der Forster Weinlage Kranich geht auf ehemaligen Besitz der Kranich von Kirchheim zurück.

## Wappen
Im schwarzen Feld ein silberner Kranich mit rotem Schnabel; auf dem Helm ein ebensolcher mit ausgebreiteten Flügeln; Helmdecken schwarz und silbern.